# Tỷ lệ hoàn vốn nội bộ
Tỷ lệ hoàn vốn nội bộ (IRR) là một tỉ lệ lợi nhuận được sử dụng trong lập ngân sách vốn để đo lường và so sánh các lợi nhuận đầu tư. Nó cũng được gọi là tỷ lệ hoàn vốn dòng tiền chiết khấu (DCFROR) hoặc tỷ lệ hoàn vốn (ROR)  Trong bối cảnh tiết kiệm và cho vay IRR còn được gọi là lãi suất hiệu quả. Thuật ngữ "nội bộ" đề cập đến thực tế tính toán của nó không kết hợp các yếu tố môi trường (ví dụ, lãi suất hoặc lạm phát).

## Định nghĩa

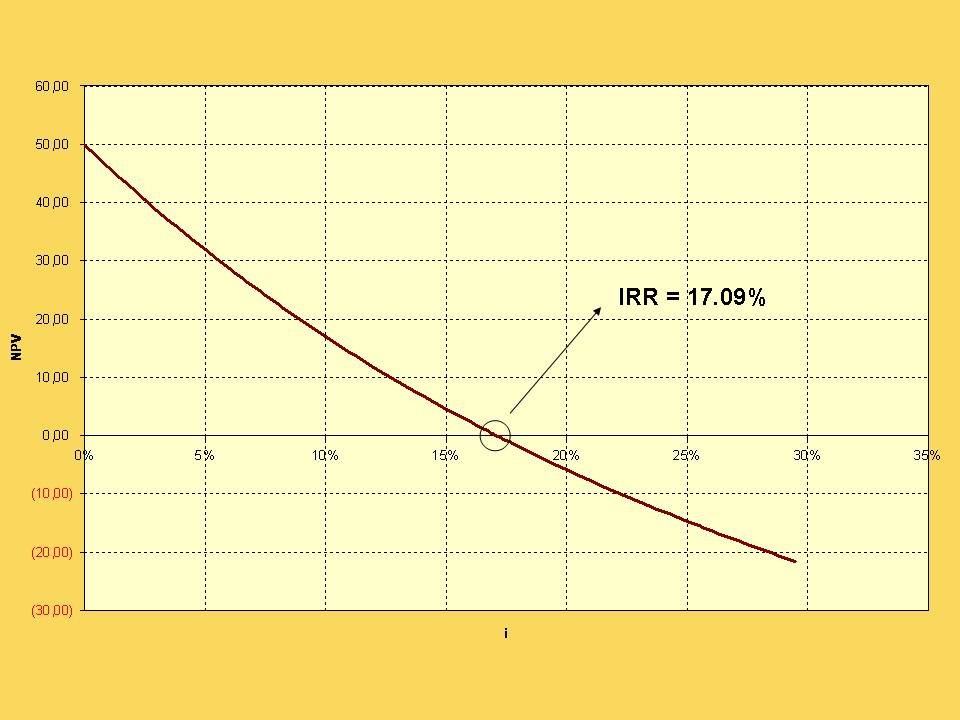
Trình bày vị trí của IRR trên biểu đồ của (có nhãn 'i' trên biểu đồ)

Tỷ lệ hoàn vốn nội bộ trên một đầu tư hoặc dự án là "tỷ lệ hoàn vốn kết hợp hiệu quả hàng năm" hoặc "tỷ lệ hoàn vốn" làm cho giá trị hiện tại ròng của tất cả các dòng tiền (cả dương và âm) từ một đầu tư cụ thể bằng không.
Cụ thể hơn, IRR của một khoản đầu tư là tỉ lệ chiết khấu mà tại đó giá trị hiện tại ròng của các chi phí (dòng tiền âm) đầu tư bằng giá trị hiện tại ròng của các lợi ích (dòng tiền dương) đầu tư.
Tỷ lệ hoàn vốn nội bộ thường được sử dụng để đánh giá mức độ cần thiết của đầu tư hoặc dự án. Tỷ lệ hoàn vốn nội bộ của một dự án càng cao, mong muốn để thực hiện dự án càng nhiều. Giả sử tất cả các dự án yêu cầu cùng một số tiền đầu tư, dự án với mức IRR cao nhất sẽ được xem là tốt nhất và thực hiện đầu tiên.
Một công ty (hoặc cá nhân), trong lý thuyết, nên thực hiện tất cả các dự án hoặc đầu tư có sẵn với các IRR vượt quá chi phí vốn. Đầu tư có thể bị giới hạn bởi khả năng tài chính đối với công ty và/hoặc bởi khả năng quản lý nhiều dự án của công ty.

## Sử dụng
Bởi vì tỷ lệ hoàn vốn nội bộ là một đại lượng tỷ lệ, nó là một chỉ số về chất lượng, hiệu quả sử dụng, hoặc năng suất của một khoản đầu tư. Điều này là trái ngược với giá trị hiện tại ròng, đó là một chỉ số về số lượng hoặc quy mô của đầu tư.
Một khoản đầu tư được coi là chấp nhận được nếu tỷ lệ hoàn vốn nội bộ lớn hơn nhiều so với một tỷ lệ hoàn vốn có thể chấp nhận tối thiểu được thiết lập hoặc chi phí vốn. Trong một kịch bản đầu tư được xem xét bởi một công ty có vốn chủ sở hữu, tỷ lệ tối thiểu này là chi phí vốn của đầu tư (có thể được xác định bởi các chi phí điều chỉnh rủi ro của vốn đầu tư thay thế). Điều này đảm bảo rằng đầu tư được hỗ trợ bởi các cổ đông do, nói chung, một đầu tư mà IRR của nó lớn hơn chi phí vốn của nó bổ sung giá trị cho công ty (tức là, nó có thể có lợi nhuận kinh tế).

## Tính toán
Với một tập các cặp (thời gian, dòng tiền) tham gia trong một dự án, tỷ lệ hoàn vốn nội bộ theo sau từ giá trị hiện tại thuần như là một hàm của tỷ lệ hoàn vốn. Một tỷ lệ hoàn vốn mà làm cho hàm này bằng không là tỷ lệ hoàn vốn nội bộ.
Với các cặp (thời gian, dòng chảy tiền mặt) ({\displaystyle n}, {\displaystyle C_{n}}) khi {\displaystyle n} là một số nguyên dương, tổng thời gian {\displaystyle N}, và giá trị hiện tại thuần {\displaystyle \mathrm {NPV} }, tỷ lệ hoàn vốn nội bộ được đưa ra bởi {\displaystyle r} trong:
{\displaystyle \mathrm {NPV} =\sum _{n=0}^{N}{\frac {C_{n}}{(1+r)^{n}}}}
Thời kỳ thường được đưa ra bằng năm, nhưng tính toán có thể được thực hiện đơn giản hơn nếu {\displaystyle r} được tính bằng cách sử dụng thời gian trong đó phần lớn của vấn đề được định nghĩa (ví dụ, bằng cách sử dụng vài tháng nếu hầu hết các dòng tiền xảy ra khoảng thời gian hàng tháng) và chuyển đổi sang một giai đoạn năm sau đó.
Bất kỳ thời gian cố định có thể được sử dụng ở vị trí hiện tại (ví dụ, kết thúc một khoảng thời gian của một niên kim), giá trị thu được là không nếu và chỉ nếu NPV là không.
Trong trường hợp đó, các dòng tiền là các biến ngẫu nhiên, chẳng hạn như trong trường hợp của niên kim suốt đời, các giá trị dự kiến được đưa vào công thức trên.
Thông thường, giá trị của {\displaystyle r} không thể được tìm thấy bằng giải tích. Trong trường hợp này, phương pháp số hoặc phương pháp đồ họa phải được sử dụng.

### Ví dụ
Nếu một khoản đầu tư có thể được đưa ra bởi trình tự của dòng tiền
| Năm ({\displaystyle n}) | Dòng tiền ({\displaystyle C_{n}}) |
| ----------------------- | --------------------------------- |
| 0                       | -4000                             |
| 1                       | 1200                              |
| 2                       | 1410                              |
| 3                       | 1875                              |
| 4                       | 1050                              |

sau đó IRR {\displaystyle r} được cho bởi
{\displaystyle \mathrm {NPV} =-4000+{\frac {1200}{(1+r)^{1}}}+{\frac {1410}{(1+r)^{2}}}+{\frac {1875}{(1+r)^{3}}}+{\frac {1050}{(1+r)^{4}}}=0.}
Trong trường hợp này, câu trả lời là 14,3%.

#### Giải pháp số
Kể từ khi ở trên là một biểu hiện của các vấn đề chung của việc tìm kiếm hàm gốc của phương trình {\displaystyle \mathrm {NPV} (r)}, có nhiều phương pháp số có thể được sử dụng để ước tính {\displaystyle r}. Ví dụ, bằng cách sử dụng phương pháp cát tuyến, {\displaystyle r} được cho bởi
{\displaystyle r_{n+1}=r_{n}-\mathrm {NPV} _{n}\left({\frac {r_{n}-r_{n-1}}{\mathrm {NPV} _{n}-\mathrm {NPV} _{n-1}}}\right).}
ở đây {\displaystyle r_{n}} được coi là xấp xỉ thứ {\displaystyle n} của IRR.
{\displaystyle r} có thể được tìm thấy một mức độ chính xác duy nhất.
Các hành vi hội tụ của dãy số được điều chỉnh bởi những điều sau đây:
Nếu chức năng {\displaystyle \mathrm {NPV} (i)} có một thực sự gốc {\displaystyle r}, thì chuỗi sẽ hội tụ reproducibly đối với {\displaystyle r}.
- Nếu hàm {\displaystyle \mathrm {NPV} (i)} có {\displaystyle n} hàm gốc thực {\displaystyle \scriptstyle r_{1},r_{2},\dots ,r_{n}}, thì dãy số sẽ hội tụ về một trong những hàm gốc và thay đổi các giá trị của cặp ban đầu có thể thay đổi thư mục gốc mà nó hội tụ.

Nếu hàm {\displaystyle \mathrm {NPV} (i)} không có hàm gốc thực, thì hàm sẽ có xu hướng hướng tới + ∞.
Có {\displaystyle \scriptstyle {r_{1}>r_{0}}} {\displaystyle \mathrm {NPV} _{0}>0} hoặc {\displaystyle \scriptstyle {r_{1}<r_{0}}} khi {\displaystyle \mathrm {NPV} _{0}<0} có thể tăng tốc độ hội tụ của {\displaystyle r_{n}} {\displaystyle r}.

#### Giải pháp số cho một dòng tiền ra và đa dòng tiền vào
Quan tâm đặc biệt là trường hợp dòng tiền thanh toán bao gồm một dòng tiền duy nhất, theo sau bởi nhiều dòng tiền vào xảy ra ở khoảng thời gian bằng nhau. Trong các ký hiệu trên, điều này tương ứng với:
{\displaystyle C_{0}<0,\quad C_{n}\geq 0{\text{ for }}n\geq 1.\,}
Trong trường hợp này, NPV của dòng thanh toán là một hàm tỉ lệ lãi suất lồi, suy giảm hoàn toàn. Luôn luôn có một nghiệm duy nhất cho IRR.
Với 2 ước tính {\displaystyle r_{1}} và {\displaystyle r_{2}} của IRR, phương trình phương pháp đường cát tuyến (xem ở trên) với {\displaystyle n=2} sẽ luôn luôn tạo ra ước tính chính xác hơn {\displaystyle r_{3}}. Điều này đôi khi được gọi là phương pháp Thử và Sai. Tuy nhiên, có một công thức tính toán chính xác hơn nhiều, được đưa ra bởi:
{\displaystyle r_{n+1}=(1+r_{n})\left({\frac {1+r_{n-1}}{1+r_{n}}}\right)^{p}-1}
ở đây
{\displaystyle p={\frac {\log(\mathrm {NPV} _{n,in}/|C_{0}|)}{\log(\mathrm {NPV} _{n,in}/\mathrm {NPV} _{n-1,in})}}.}
Trong phương trình này, {\displaystyle \mathrm {NPV} _{n,}} {\displaystyle \mathrm {NPV} _{n-1}} tham khảo của NPV ' 'dòng chỉ "(đó là, thiết lập "C"0 = 0 và tính toán NPV). Ví dụ, bằng cách sử dụng các dòng thanh toán {-4000, 1200, 1410, 1875, 1050} và dự đoán ban đầu {\displaystyle r_{1}=0,1} {\displaystyle r_{2}=0,2} cho {\displaystyle \mathrm {NPV} _{1,in}=4382,1} {\displaystyle \mathrm {NPV} _{2,in}=3570,6}. Công thức chính xác ước tính IRR là 14,35% (sai số 0,3%) so với IRR = 14,7% (sai số 3%) từ phương pháp đường cát tuyến.
Nếu áp dụng lặp đi lặp lại, hoặc là phương pháp đường cát tuyến hoặc công thức cải tiến sẽ luôn luôn hội tụ cho các nghiệm chính xác.
Cả hai phương pháp đường cát tuyến và công thức cải tiến dựa trên dự đoán ban đầu cho IRR. Các dự đoán ban đầu sau đây có thể được sử dụng:
{\displaystyle r_{1}=\left(A/|C_{0}|\right)^{2/(N+1)}-1\,}
{\displaystyle r_{2}=(1+r_{1})^{p}-1\,}
ở đây
{\displaystyle A={\text{tong cac dong tien}}=C_{1}+\cdots +C_{N}\,}
{\displaystyle p={\frac {\log(\mathrm {A} /|C_{0}|)}{\log(\mathrm {A} /\mathrm {NPV} _{1,in})}}.}

### Tiêu chí quyết định
Nếu IRR cao hơn chi phí vốn, chấp nhận dự án.
Nếu IRR thấp hơn chi phí vốn, từ chối dự án.

## Các vấn đề với việc sử dụng tỷ lệ hoàn vốn nội bộ
Là một công cụ quyết định đầu tư, IRR được tính toán không nên được sử dụng cho các dự án tỷ lệ loại trừ lẫn nhau, mà chỉ để quyết định liệu một dự án duy nhất có đáng để đầu tư. 

NPV >< so sánh tỉ lệ chiết khấu cho hai dự án loại trừ lẫn nhau. Dự án 'A' có NPV cao hơn (tỉ lệ chiết khấu nhất định), mặc dù IRR của nó (= x-axis intercept) là thấp hơn so với dự án 'B' (nhấp vào để phóng to)

 Trong trường hợp một dự án có vốn đầu tư ban đầu cao hơn so với một dự án loại trừ lẫn nhau thứ hai, dự án đầu tiên có thể có một IRR thấp hơn (hoàn vốn dự kiến), nhưng NPV cao hơn (tăng sự giàu có cổ đông) và do đó nên được chấp nhận trong dự án thứ hai (giả sử không có hạn chế vốn).
IRR giả định tái đầu tư của các luồng tiền mặt tạm thời trong các dự án với tỷ lệ hoàn vốn bằng nhau (tái đầu tư có thể là cùng một dự án hay một dự án khác). Vì vậy, IRR nói quá tỷ lệ hàng năm tương đương lợi nhuận cho một dự án mà tạm thời lưu chuyển tiền tệ được tái đầu tư một tỷ lệ thấp hơn so với IRR tính. Điều này trình bày một vấn đề, đặc biệt là đối với các dự án IRR cao, kể từ khi có thường xuyên không phải một dự án khác có sẵn trong thời gian tạm thời có thể kiếm được cùng một tỷ lệ lợi nhuận như dự án đầu tiên.

Khi IRR được tính cao hơn tỷ lệ tái đầu tư thực đối với dòng tiền tạm thời, biện pháp này sẽ đánh giá quá cao - đôi khi rất cao - lợi nhuận hàng năm tương đương từ dự án. Công thức này giả định rằng công ty có dự án bổ sung, với triển vọng hấp dẫn tương đương, để đầu tư dòng tiền tạm thời vào đó.

Điều này làm cho IRR là sự lựa chọn phù hợp (và phổ biến) để phân tích vốn mạo hiểm và các đầu tư vốn chủ sở hữu tư nhân khác, do các chiến lược này thường đòi hỏi một số khoản đầu tư tiền mặt trong suốt dự án, nhưng chỉ thấy một dòng chảy tiền mặt vào cuối dự án (ví dụ, thông qua IPO hoặc M&A).
Vì IRR không xem xét chi phí vốn, nó không nên được sử dụng để so sánh các dự án có thời gian khác nhau. Tỉ lệ hoàn vốn nội bộ biến đổi (MIRR) xem xét chi phí vốn và cung cấp một chỉ báo hiệu quả của một dự án tốt hơn trong khi góp phần vào dòng tiền chiết khấu của công ty.
Trong trường hợp các dòng tiền dương được theo sau bởi các dòng tiền âm và sau đó bởi các dòng tiền dương (ví dụ, + + - - - +) IRR có thể có nhiều giá trị. Trong trường hợp này, tỷ lệ chiết khấu có thể được sử dụng cho dòng tiền vay và IRR được tính toán cho dòng tiền đầu tư. Điều này áp dụng cho ví dụ khi một khách hàng đặt tiền trước khi một máy cụ thể được dựng.
Trong một loạt các dòng tiền như (−10, 21, −11), một trong những bước đầu đầu tư tiền bạc, do đó, một tỷ lệ hoàn vốn cao là tốt nhất, nhưng sau đó nhận được nhiều hơn dòng tiền sở hữu, do đó, sau đó người ta nợ tiền, vì vậy bây giờ tỉ lệ hoàn vốn thấp là tốt nhất. Trong trường hợp này, không rõ IRR thấp hay cao là tốt hơn. Thậm chí có thể có nhiều IRR cho một dự án duy nhất, giống như trong ví dụ 0% cũng như 10%. Ví dụ về các loại dự án này là các dự án khai khoáng và nhà máy điện hạt nhân, thường có một dòng tiền dương lớn ở cuối của dự án.
Nói chung, IRR có thể được tính bằng cách giải một phương trình đa thức. Định lý Sturm có thể được sử dụng để xác định xem phương trình đó có một nghiệm thực duy nhất. Nói chung các phương trình IRR không thể được giải bằng giải tích mà chỉ có thể giải bằng phương pháp lặp.
Khi một dự án có nhiều IRR nó có thể được thuận tiện hơn để tính IRR của dự án với các lợi ích tái đầu tư  Theo đó, MIRR được sử dụng, trong đó có một tỷ lệ tái đầu tư giả định, thường là bằng chi phí vốn của dự án.
Nó đã thể hiện  rằng với nhiều tỉ lệ hoàn vốn nội bộ, phương pháp tiếp cận IRR vẫn có thể được giải thích một cách đó là phù hợp với phương pháp tiếp cận giá trị hiện tại cung cấp các dòng đầu tư cơ bản được xác định chính xác việc như đầu tư ròng hoặc vay ròng.
Xem thêm  để biết một cách xác định giá trị liên quan của IRR từ một tập hợp của nhiều giải pháp IRR.
Mặc dù có một sự ưa thích hàn lâm cao đối với NPV, khảo sát chỉ ra rằng các nhà điều hành thích IRR hơn NPV. Rõ ràng, các nhà quản lý thấy nó dễ dàng hơn để so sánh các đầu tư có quy mô khác nhau về tỷ lệ hoàn vốn so với bằng tiền của NPV. Tuy nhiên, NPV vẫn phản ánh "chính xác hơn" giá trị của doanh nghiệp. IRR, như một đo lường hiệu quả đầu tư có thể cung cấp những hiểu biết tốt hơn trong các tình huống bị hạn chế về vốn. Tuy nhiên, khi so sánh các dự án loại trừ lẫn nhau, NPV là biện pháp thích hợp.

## Toán học
Một cách toán học, giá trị của đầu tư được giả định phải trải qua sự tăng trưởng theo cấp số nhân hoặc phân rã theo một số tỷ lệ hoàn vốn (giá trị nào đó lớn hơn -100%), với sự gián đoạn đối với các dòng tiền mặt, và IRR của một loạt các dòng tiền được định nghĩa là tỷ lệ hoàn vốn nào đó làm cho giá trị hiện tại ròng bằng không (hoặc tương đương, tỷ lệ hoàn vốn làm cho trong các giá trị chính xác của các số không sau dòng tiền cuối cùng).
Như vậy, tỷ lệ hoàn vốn nội bộ từ giá trị hiện tại ròng này là một hàm của tỉ lệ hoàn vốn. Hàm này là liên tục. Tỷ lệ hoàn vốn tiến tới -100% thì giá trị hiện tại ròng tiến tới vô cùng với dấu của dòng tiền cuối cùng, và tỷ lệ hoàn vốn tiến tới dương vô cùng thì giá trị hiện tại ròng tiến tới dòng tiền đầu tiên (hiện tại). Do đó, nếu dòng tiền đầu tiên và cuối cùng có dấu khác nhau thì có tồn tại một tỷ lệ hoàn vốn nội bộ. Ví dụ về chuỗi thời gian mà không có một IRR:
- Chỉ có các dòng tiền âm - NPV là âm cho tất cả các tỷ lệ hoàn vốn.
- (-1, 1, -1), dòng tiền dương khá nhỏ giữa hai dòng tiền âm, NPV là một hàm bậc hai của 1/(1 + r), ở đây r là tỷ lệ hoàn vốn, hoặc nói khác đi, một hàm bậc hai của lãi suất chiết khấu r/(1 + r); NPV cao nhất -0,75, ứng với r = 100%.

Trong trường hợp của một loạt các dòng tiền độc quyền âm theo sau bởi một loạt dòng tiền độc quyền dương, hãy xem xét tổng giá trị của các dòng tiền được chuyển đổi một lần giữa âm và dương. Các hàm kết quả của tỉ lệ hoàn vốn là liên tục và đơn điệu giảm từ dương vô cùng đến âm vô cùng, do đó, có một tỷ lệ hoàn vốn duy nhất của nó là số không. Do đó, IRR này cũng là duy nhất (và bằng không). Mặc dù bản thân hàm NPV không nhất thiết phải đơn điệu giảm trên toàn bộ miền giá trị của nó, nó "là vậy" tại IRR này.
Tương tự như vậy, trong trường hợp của một loạt các dòng tiền độc quyền dương theo sau bởi một loạt dòng tiền độc quyền âm IRR cũng là duy nhất.